# Museumshafen Oevelgönne

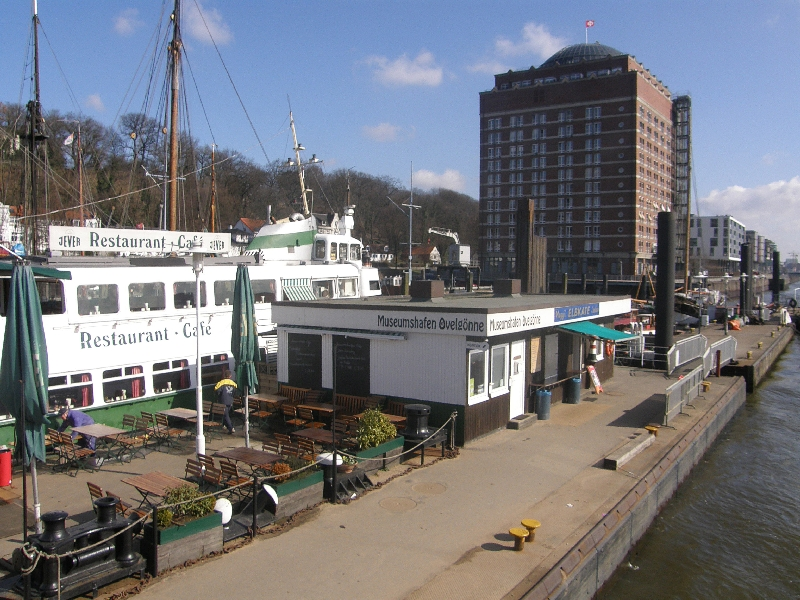
Museumshafen med Augustinum i bakgrunden

Museumshafen Oevelgönne är en tyskt fartygsmuseum i Hamburg. Det drivs av den 1976 bildade ideella föreningen Museumshafen Oevelgönne e.V., som upplåter hamnplatser i Övelgönne på norra sidan av Elbe till museifartyg i Hamburg.

## Fartyg i Museumshafen Oevelgönne i urval
- Elbe 3, fyrskepp från 1888
- Woltman, ångdriven bogserbåt från 1904
- Moewe, segelskuta från 1907
- Amazone, segelskepp från 1909
- Tiger, ångdriven bogserbåt från 1910
- Claus D., ångdriven bogserbåt från 1913
- Präsident Schaefer, tullbarkass från 1924
- Präsident Freiherr von Maltzahn, högsjökutter från 1928
- Otto Lauffer, ångdriven polisbarkass från 1928
- Stettin, ångdriven isbrytare från 1933
- Mytilus, krabbkutter från 1939
- M/S Cap San Diego, lastfartyg från 1961
- Mathilda, ångslup från 1996

## Bildgalleri

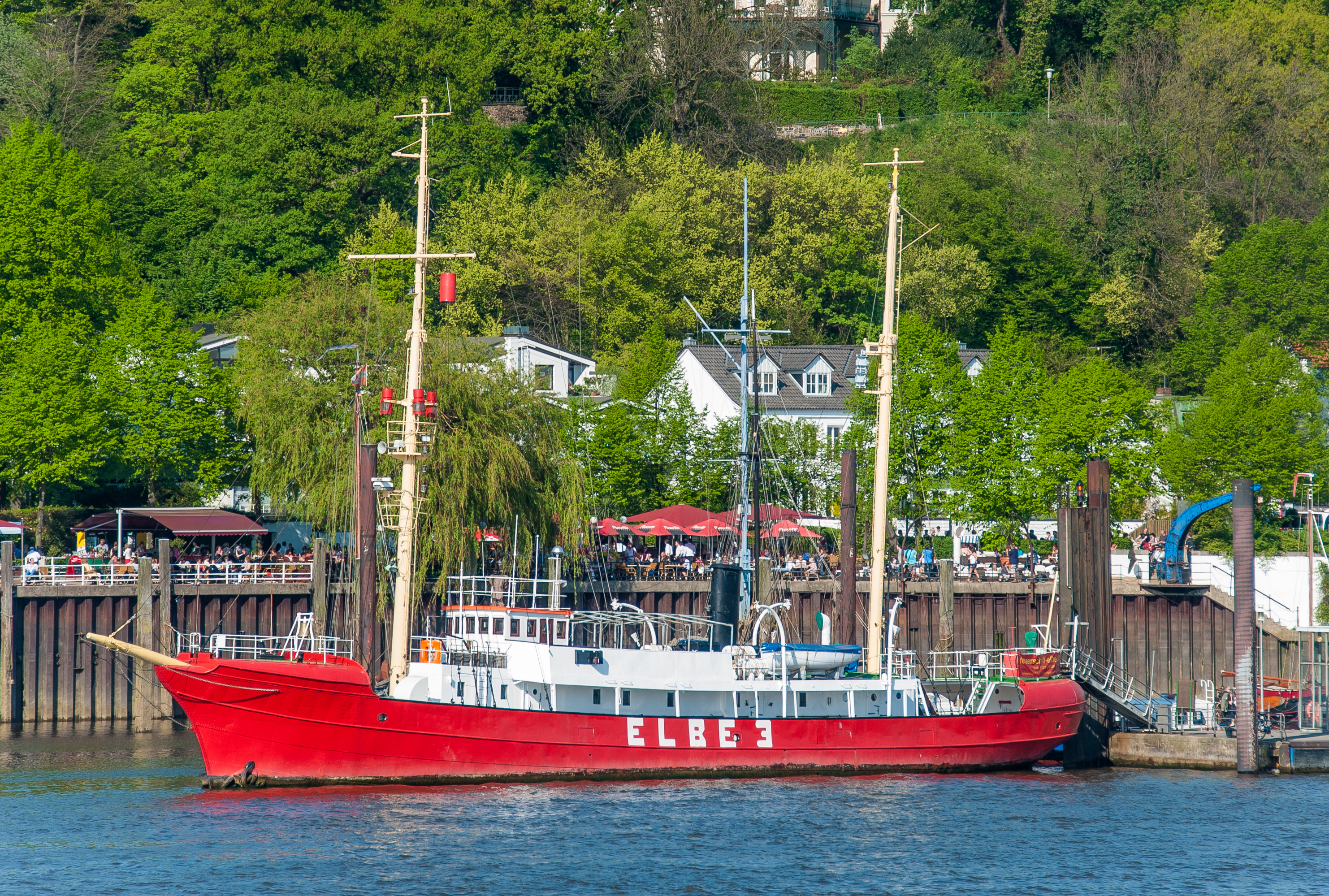
Elbe 3
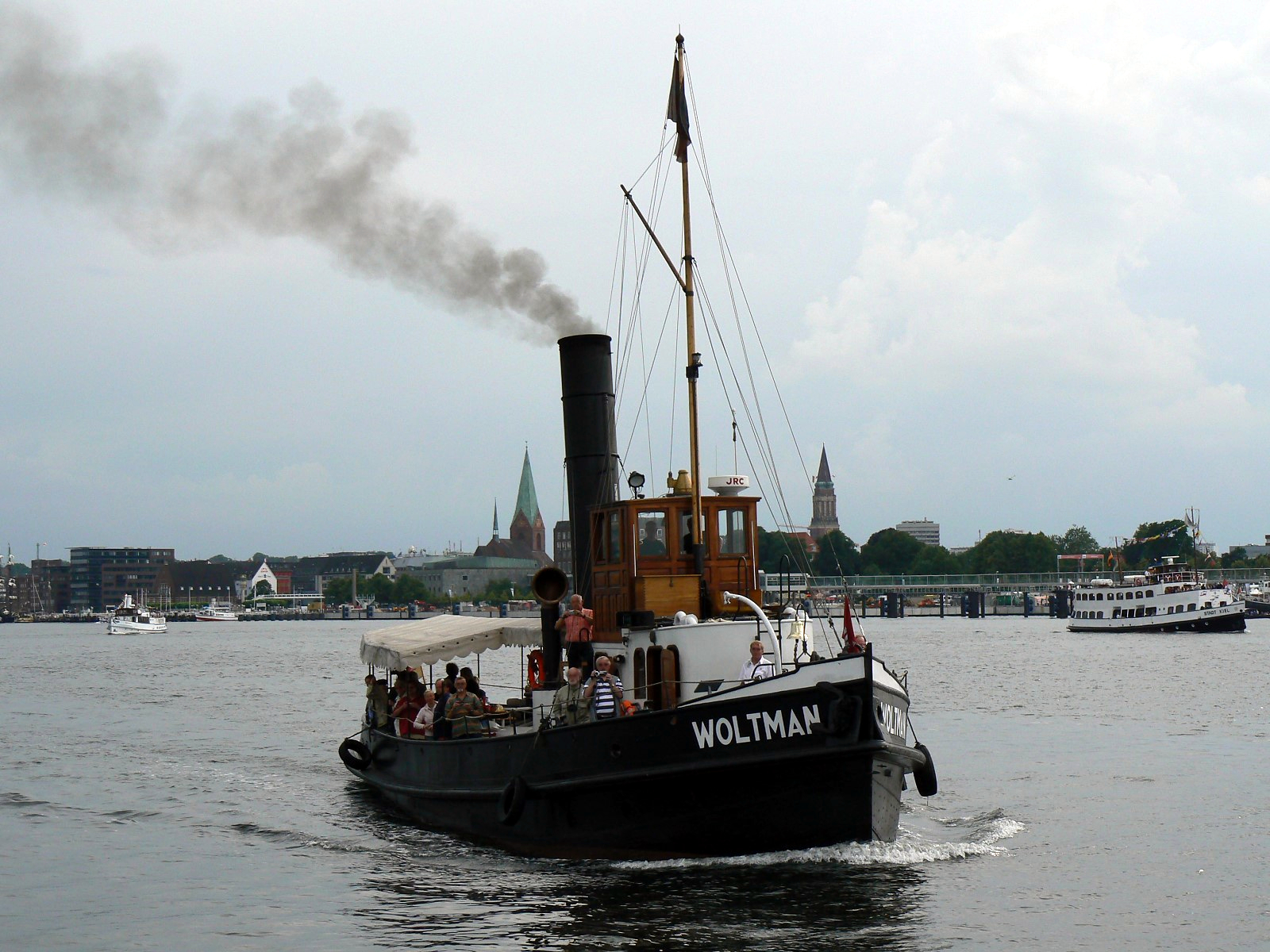
Woltman
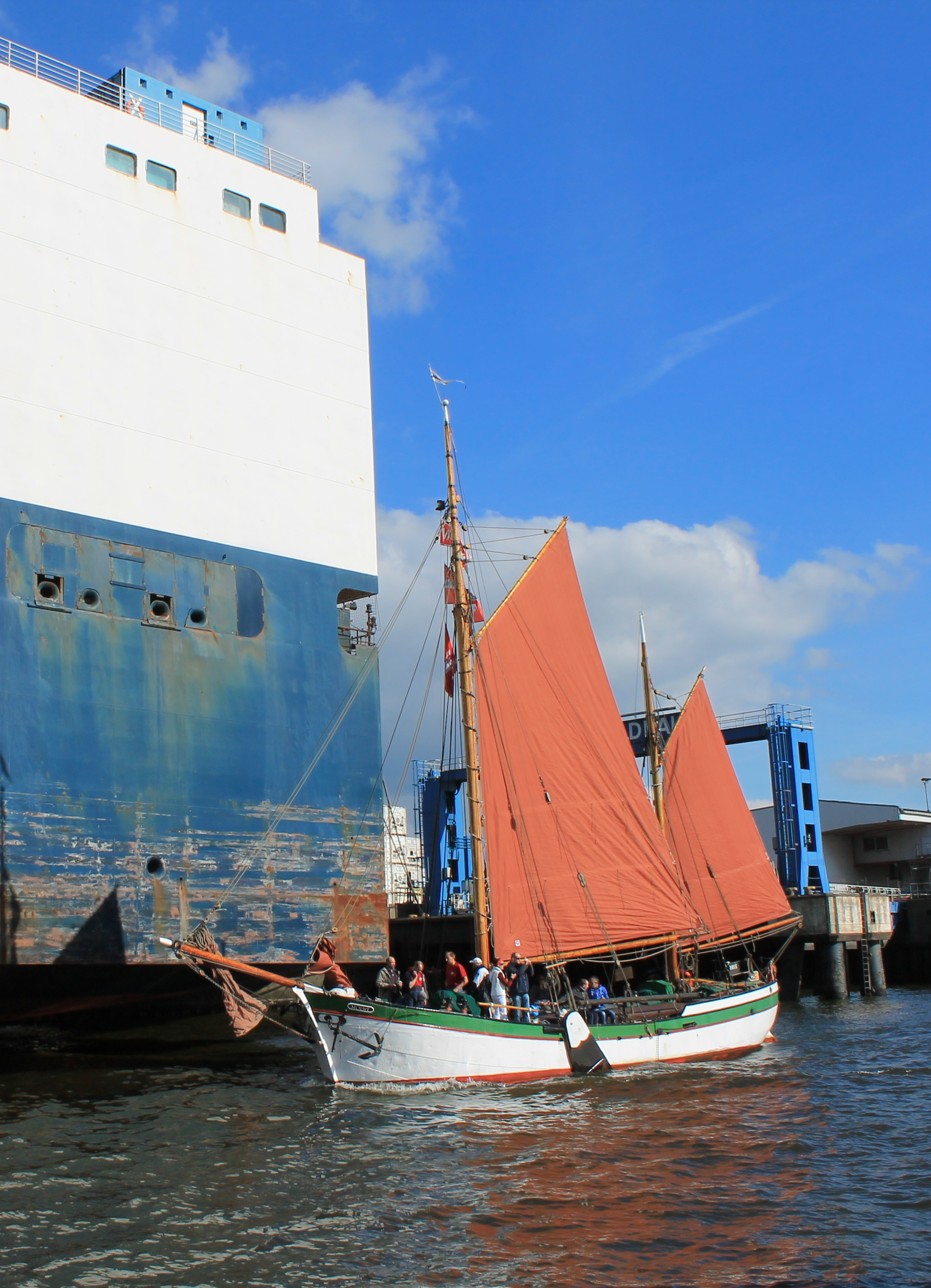
Moewe
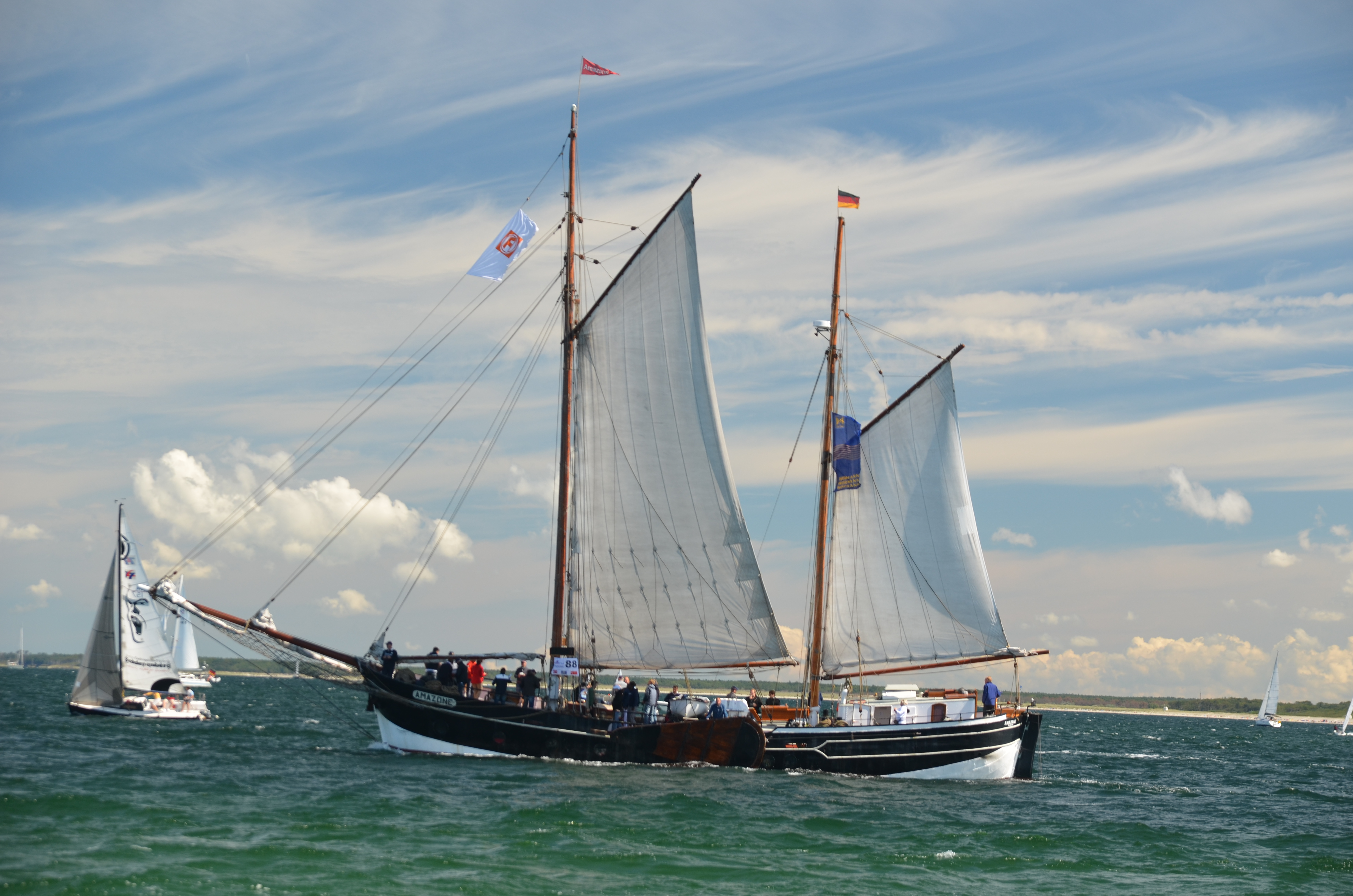
Amazone
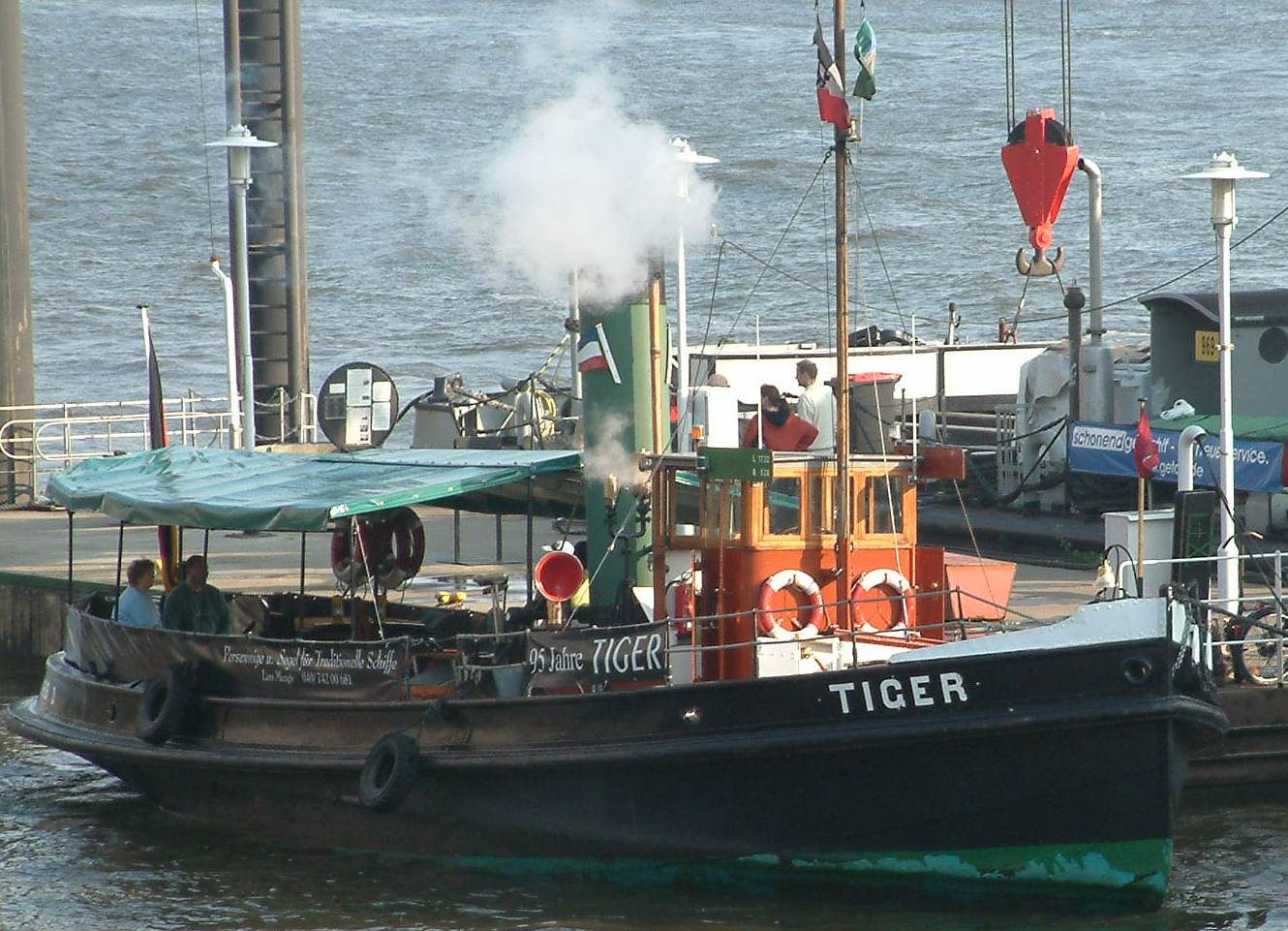
Tiger
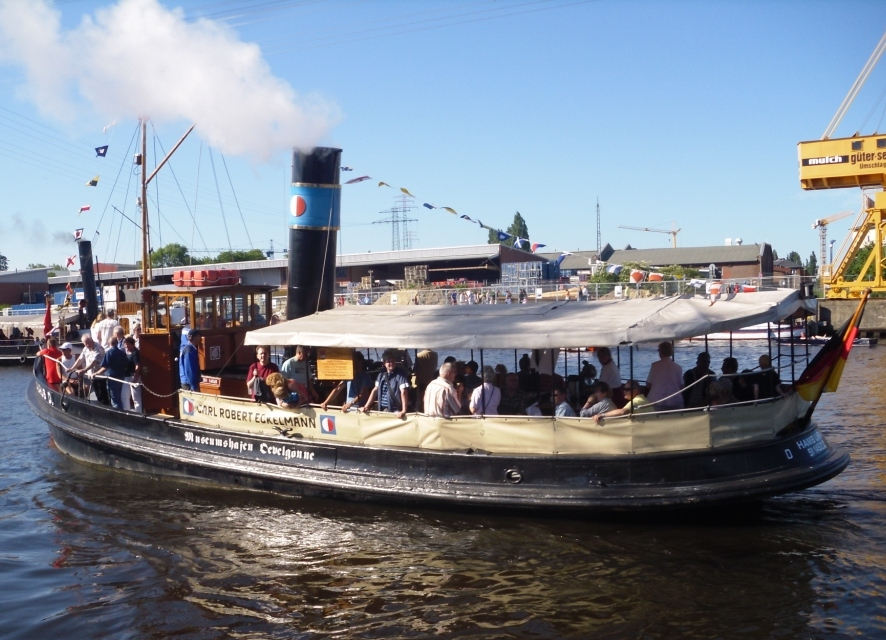
Claus D.
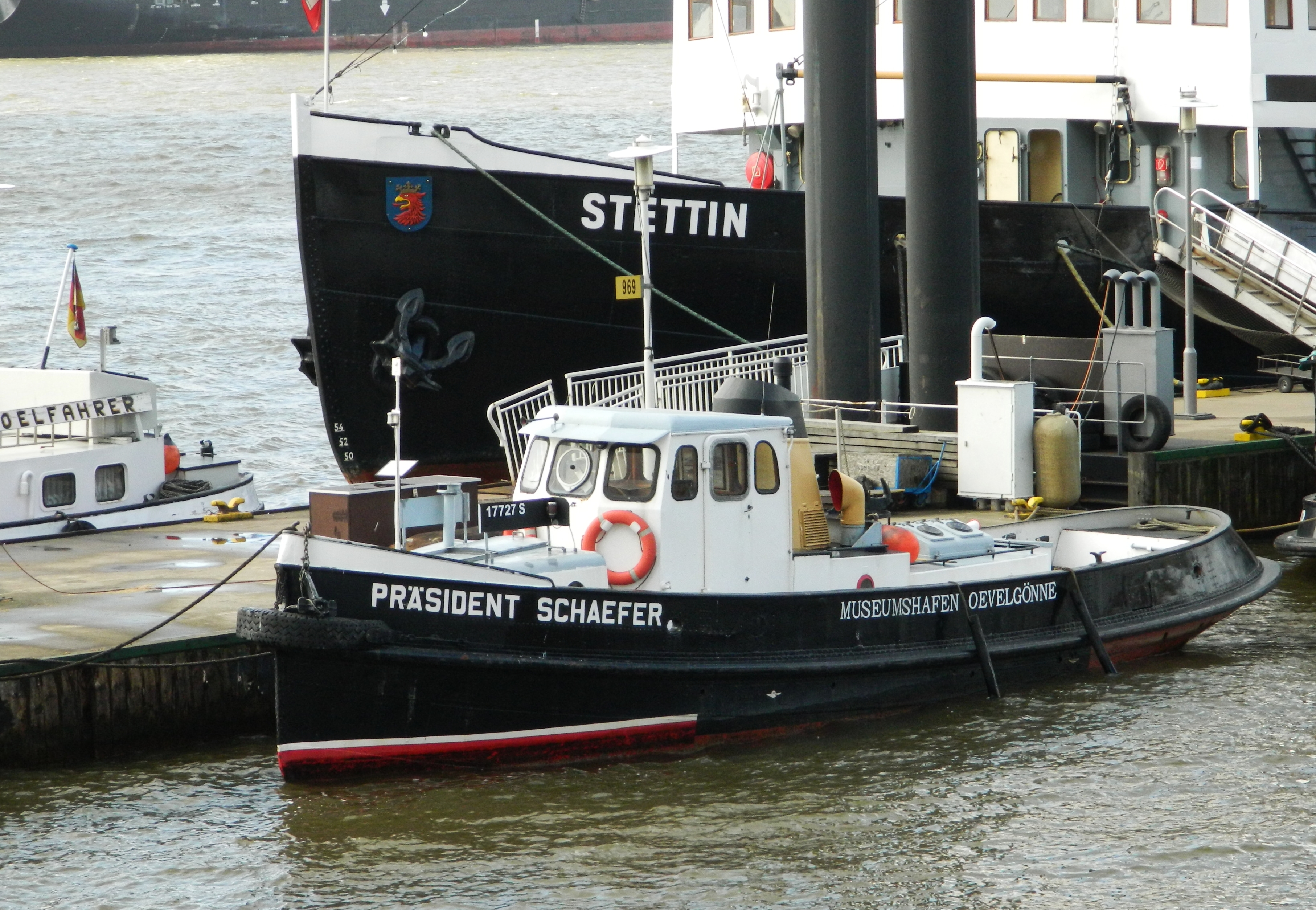
Präsident Schaefer
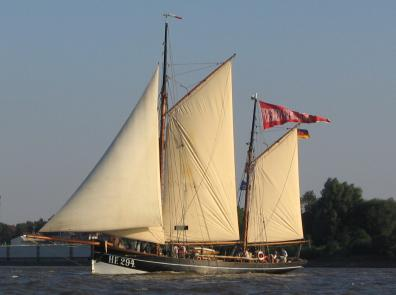
Präsident Freiherr von Maltzahn
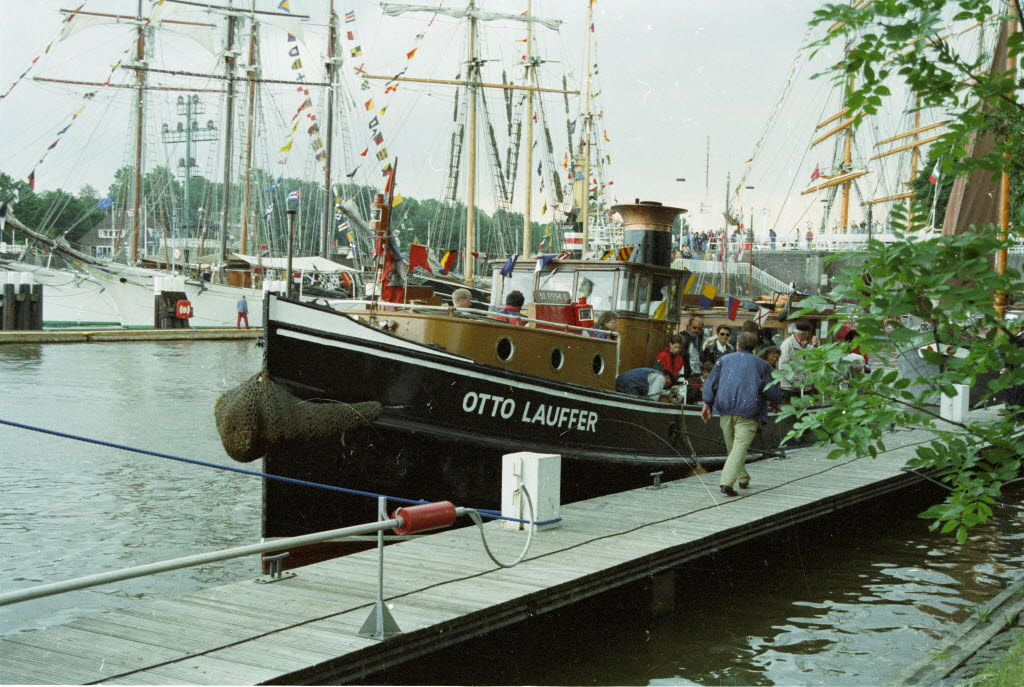
Otto Lauffer
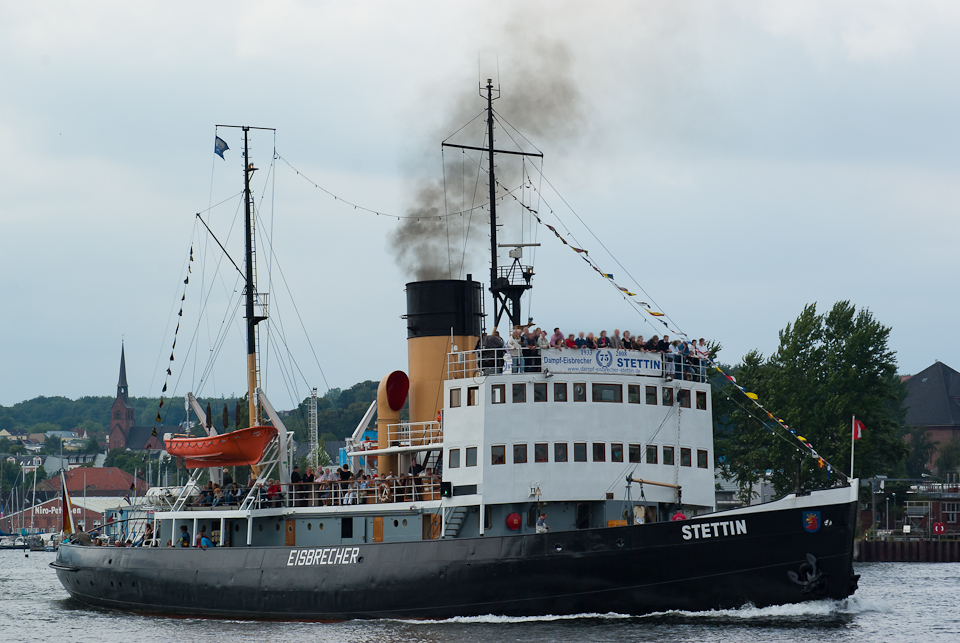
Stettin
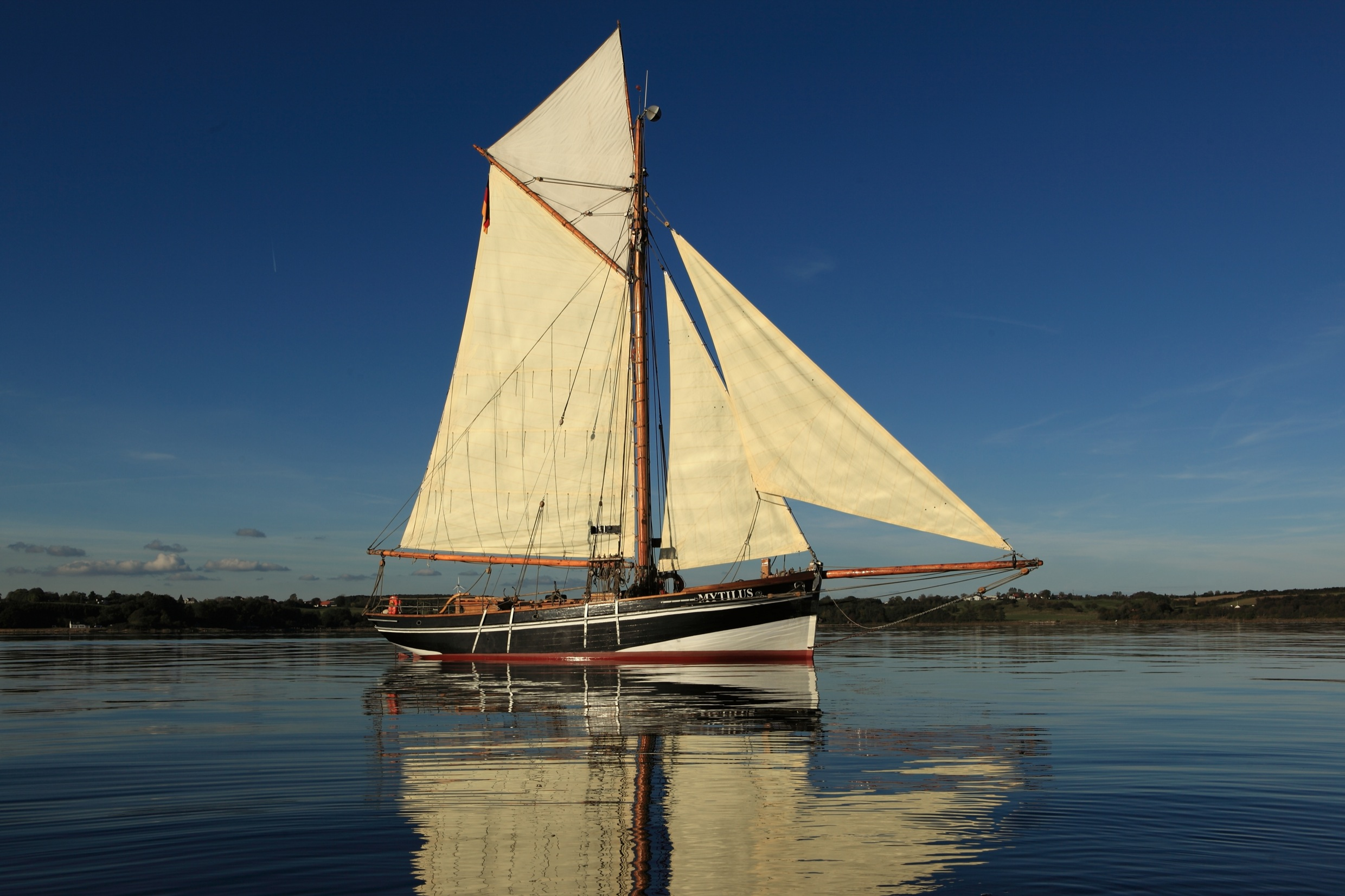
Mytilus
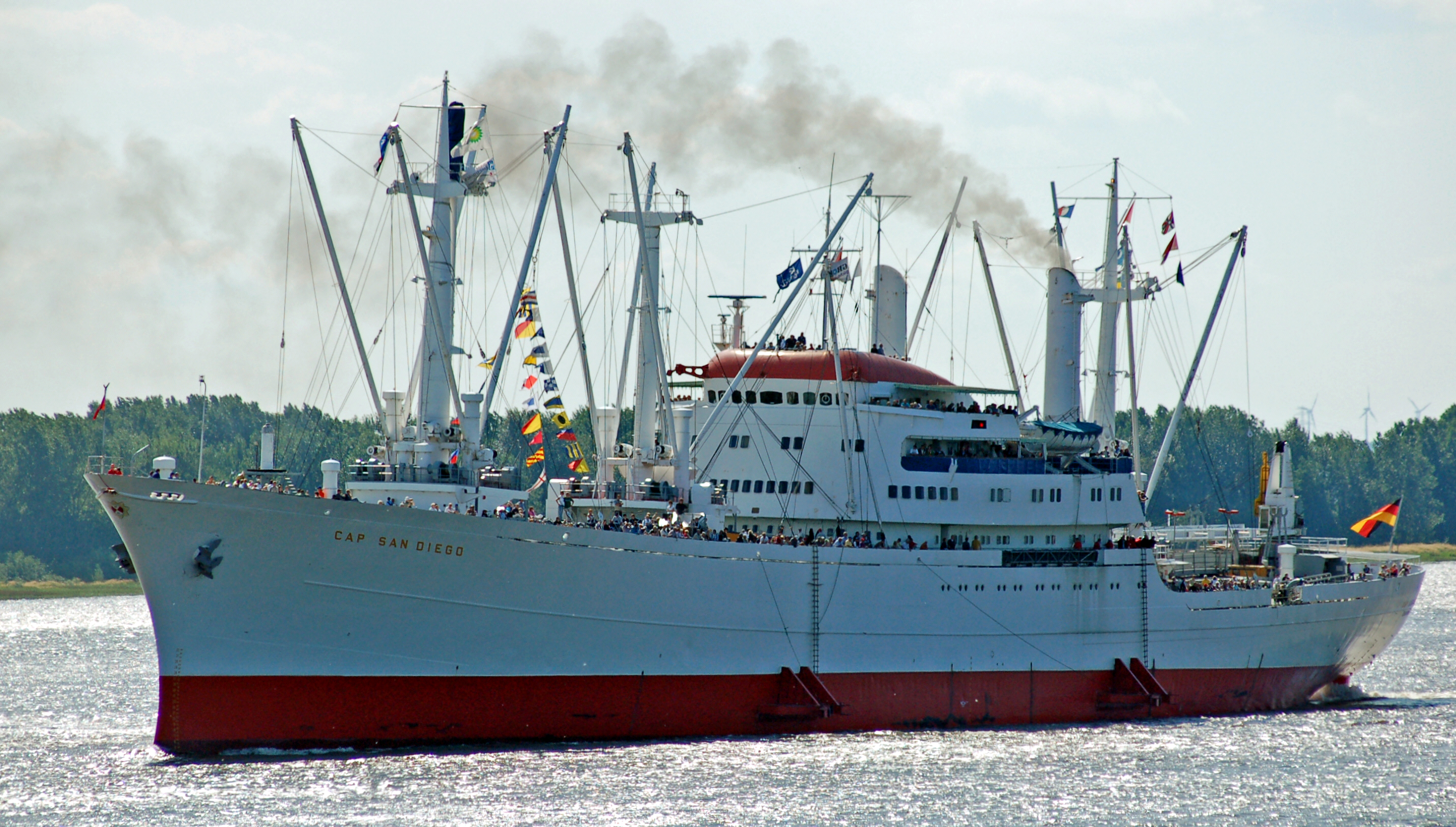
M/S Cap San Diego
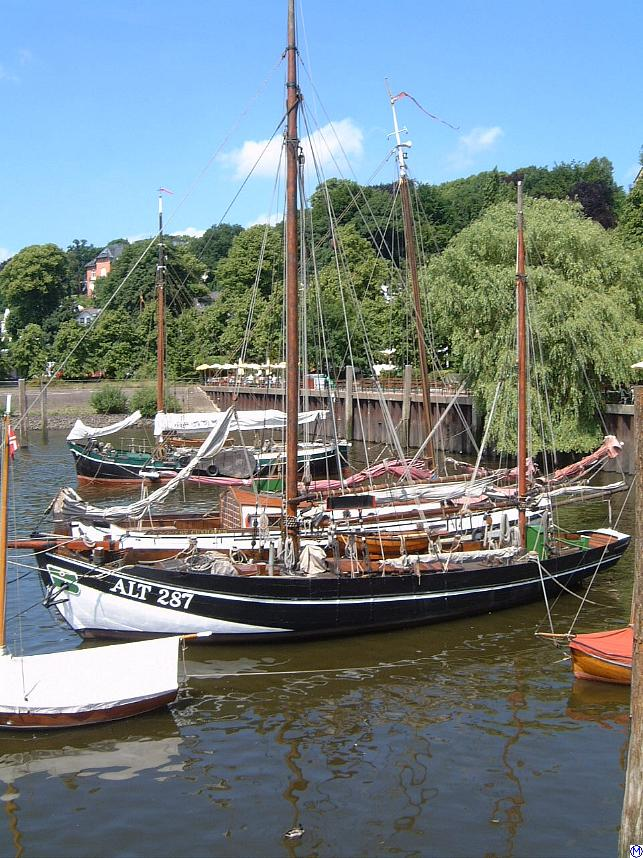
Catarina, Hauke Haien och Elfriede